# Bridget Neval
Bridget Neval, née le 13 février 1985 à New Delhi en Inde, est une actrice australienne. Elle interprète Elizabeth dans Coups de génie et Lana Crawford (en) dans Les Voisins.

## Biographie
Née le 13 février 1985 à New Delhi, Bridget Neval grandit toutefois au Canada avant de déménager en Australie à l'adolescence. Elle a joué dans la série en coproduction Canada/Australie Guenièvre Jones (Guinevere Jones) et dans le film Ken's Bad Day. Elle est surtout connue pour son rôle dans Les Voisins où elle interprète Lana Crawford (en), le tout premier personnage féminin ouvertement homosexuel de la série ; qui comme l'actrice a passé son enfance au Canada et son adolescence en Australie.
Elle avait depuis son adolescence des problèmes de santé (troubles alimentaires multiples), raison pour laquelle elle a définitivement mit fin à sa carrière. Elle a aujourd'hui un blog qu'elle met souvent à jour, et elle écrit sur plusieurs sites australiens à propos de sujets de société, dont notamment ces troubles qu'elle a vécu.
Elle est mariée à Amos Phillips depuis mars 2011 et a officiellement changé son nom en Bridget Phillips.

## Filmographie
Sauf indication contraire, les informations mentionnées dans cette section peuvent être confirmées par la base de données cinématographiques IMDb,  présente dans la section « Liens externes ».

### Cinéma
- 2009 : Damned by Dawn (en) de Brett Anstey : La Banshee
- 2012 : Crawlspace de Justin Dix : Unité d'écho

### Télévision

#### Séries télévisées
- 2002 : Guenièvre Jones (Guinevere Jones) : Reine Davidson (22 épisodes)
- 2004 : Kath & Kim (en) : Amber (1 épisode)
- 2004-2006 : Coups de génie (Wicked Science) :  Elizabeth Hawke (52 épisodes)
- 2004-2020 : Les Voisins (Neighbours) : Lana Crawford (en) (19 épisodes)